# Matched betting
Matched betting, även känt som Bonustrading, är en vadslagningsteknik som används av individer för att dra nytta av gratisspel och incitament som erbjuds av spelbolag. Det anses allmänt riskfritt eftersom det är baserat på tillämpningen av en matematisk ekvation snarare än slumpen. En typisk avkastning för ett matched betting spel där insatsen återbetalas är +85% av gratisspelets erbjudandebelopp, och +70% där insatsen ej återbetalas. I de flesta gratisspel återbetalas insatsen ej.   

## Koncept
Konceptet matched betting kräver ett konto med två eller flera spelbolag eller oddsbörser där åtminstone en erbjuder användaren ett gratisspel. När gratisspelet är placerat så används andra spelbolag eller oddsbörser för att säkra alla möjliga utfall så att oavsett vad som händer så bibehålls värdet av gratisspelet. I sin enklaste form innebär matched betting att placera ett spel med hjälp av ett gratisspel hos ett spelbolag för att sedan boka spelet (satsa emot) hos en oddsbörs. Mer avancerade versioner innebär att placera satsningar på flera spelbolag (guarding) för att undvika oddsbörsens provisionsavgift. Vanligtvis inkorporerar spelbolag villkor om att spelare först måste placera egna pengar på ett spel för att kvalificera sig för ett gratisspel. Då placerar spelaren ett spel hos spelbolaget på att ett speciellt resultat ska inträffa samt ett andra spel hos en oddsbörs på att samma resultat inte ska inträffa. Det senare erfordras för att kompensera eventuella förluster i händelse av att resultatet inte inträffar; till exempel om ett lag förlorar. När man kvalificerats för gratisspelet följs samma process med undantag av att ett gratisspel används. Oavsett vilket resultat som inträffar kommer det alltid att finnas en garanterad vinst eftersom insatsen gjordes kostnadsfritt. Online spelbolag och oddsbörser har blivit populära under de senaste åren för att de tillåter spelare att spela utan officiella oddsbeslutsfattare. I grund och botten så agerar spelaren (som lägger bokaspelet) spelbolag. 
Fortlöpande matched betting, då man drar nytta av de reloaderbjudanden man får som kund, fungerar inte riktigt på samma sätt. Snarare än att placera spel och boka på oddsbörsen för att garantera ett gratisspel oavsett resultat, kommer spelaren att placera spel hos spelbolaget, boka på oddsbörsen och hoppas på att det önskade resultatet ska inträffa för att belönas med ett gratisspel. Räknare kan vara till hjälp för att beräkna om den kvalificerande kostnaden och den möjliga vinsten från ett gratisspel är tillräckligt för att motivera den potentiella risken att inte få ett gratisspel. I likhet med att spela poker anses det lönsamt på lång sikt att fortsätta att göra dessa lågrisksatsningar där kvalificeringskostnaden kan vara ören jämfört med de potentiellt flera hundra kronor som kan vinnas om återbetalning inträffar för ett gratisspel. [1][2]

## Tillvägagångssätt
Det finns flera vanliga strategier för matched betting inklusive assisterad och manuell betting.

### Assisterad
Assisterad matched betting hänvisar till webbplatser eller programvarupaket som tillhandahåller jämförelsetabeller för marknaderna för individer att satsa på samt en matched betting räknare att användas tillsammans med jämförelsetabellen, där användaren kan välja typ av spel, insats, bonus och tidsram o.s.v. Vissa svenska webbplatser har även utvecklade supportfunktioner för den oerfarne. 

### Manuell
Manuell matched betting är där individen själv hittar erbjudanden, marknader och odds och själv gör de relevanta beräkningarna. Att matcha rätt odds kan vara tidskrävande och kräver en hög nivå av matematik- och vadslagningskunskaper. Eftersom det finns en risk för förlust så är detta mer besläktat till det som på engelska kallas advantage play gambling.  

## Praktiskt exempel
Observera att följande exempel använder indikativa siffror.
Spelbolag X erbjuder ett 100 kr gratisspel. Först har den enskilde att göra en insats på 100 kr med Spelbolag X för att kvalificera sig för detta.
Spelbolag kräver ofta att individer gör en insats innan de ger dem ett gratisspel.

### Steg 1
Det första steget är att kvalificera sig för det erbjudna gratisspelet, t.ex. genom att placera ett 100 kr spel med Spelbolag X för vinst för Sverige. Det finns en risk att Sverige inte vinner, då du normalt skulle förlora 100 kr. Men med matched betting minimeras denna förlust genom att man placerar en insats samtidigt på en oddsbörs för att Sverige inte ska vinna (dvs att förlora eller spela oavgjort). Detta kallas bokaspel.
Genom att tillämpa rätt ekvationer, vet man hur mycket man ska placera på oddsbörsen så att, oavsett vad utgången av Sverigematchen blir, kommer man att drabbas av en mindre förlust (normalt under 10% av värdet av gratisspelserbjudandet). Men genom att göra denna inledande satsning har man kvalificerat sig för gratisspelet.

### Steg 2
Det andra steget är att använda gratisspelet; till exempel genom att placera ett 100 kr spel hos Spelbolag X på att England ska vinna för att sedan boka spelet i oddsbörsen, d.v.s. satsa på att England inte ska vinna, för att kompensera eventuella förluster. 
Matematiken i matched betting innebär att vinsten är identisk, oberoende av resultatet. I det här exemplet antas att den totala vinsten från denna match är 80 kr, eftersom eventuella förluster kompenseras av större vinster uppnådda genom att boka denna satsning. Detta innebär att individer som utövar matched betting vet säkert hur stor vinst de kommer att göra innan matchen börjar. Minus den initiala förlusten, så är spelarens nettovinst 70 kr.
På samma sätt, kan matematiken av liknande typer av erbjudanden från kasinon beräknas. Med dessa finns det ingen oddsbörs att boka spel på. Man tar spelets RTP (Return To Player= insatsåterbetalning) och multiplicerar det med insatskraven. Man gör sedan samma sak med gratisbonusen multiplicerat med omsättningskraven. Om det senare är högre så är det är lönsamt (dock inte riskfritt) på lång sikt att dra nytta av kasinoerbjudanden samt spelerbjudanden.

## Risker
Att spela manuellt och inte ta hjälp av t.ex. en matched betting hemsida med supportfunktion kan vara riskfyllt om man inte besitter en hög nivå av matematik- och vadslagningskunskaper.
Om ett spelbolag anser att en kund endast utnyttjat sina bonuserbjudanden och inte spelat i övrigt, kan de begränsa kundens konto från att få erbjudanden, på så sätt upphör möjligheterna för matched betting. Dessutom kan spelbolag begränsa eller stänga av kontoinnehavare om de är medvetna om att de utför arbitragespel. Det finns matched betting specialister i Sverige som handhar hemsidor där all information och support finns för att undvika att sådana här situationer uppstår. 

## Industrins reaktioner
Matched betting är lagligt och en talesman för spelbolaget William Hill har indikerat att spelindustrin inte har något problem med denna användning av gratisspel. 
De flesta spelbolag har personal som letar efter spelare som "tar för mycket värde", något som tenderar att hända med matched betting. Då inför de restriktioner på konton för spelarna som tycks dra nytta av kampanjer för ofta, såsom att hindra dem från att placera mycket stora satsningar. Spelarna vars spelbeteende är oacceptabelt för ett visst spelbolag riskerar att förbjudas från det spelbolagets webbplats.
Det existerar matched betting webbplatser i Sverige som skrivit guider och ger tips och råd om hur man undviker att bli begränsad av spelbolag på detta sätt. Det innebär i princip att spelare då och då måste ”förlora” lite kapital till spelbolagen. 

## Beskattning
Matched betting, såsom all annan betting, är skattefritt i Sverige och inom EU/EES. 

## Terminologi och akronymer

### Oddsbörs
En oddsbörs, eller spelbörs, är en enhet som tillhandahåller handelsplattformar för detaljhandels- eller spelbolagskunder att köpa och sälja kontrakt. Oddsbörser ger möjlighet att både placera samt boka spel.

### Bokaspel
En satsning som förlorar om valet på vilken den är placerad vinner. Bokaspel är en tjänst som endast tillhandahålls av oddsbörser.

### Exponering
Det belopp du förlorar om ditt bokaspel förlorar. Detta är också det belopp som erfordras för att matcha en insats för att garantera att alla händelser är täckta. (Med matched betting vinner du hos spelbolaget det du förlorat i oddsbörsen och vice versa.)

### Stake Returned (SR) (=Insatsåterbetalning)
En satsning där, om den vinner, spelaren får tillbaka insatsen liksom dennes vinst. Till exempel, en satsning på 50 kr på odds 5,0 ger 250 kr, d.v.s. 200 kr i vinst plus den ursprungliga insatsen på 50 kr.

### Stake Not Returned (SNR) (=Ej återbetald insats)
En satsning där, om den vinner, spelaren bara får dennes vinst (ett gratisspel) , medan den ursprungliga insatsen inte återbetalas. I det här fallet, till exempel i en satsning på 50 kr på odds 5,0 så ger det endast vinsten på 200 kr.

### Kvalificeringsspel
Ett spel placerat hos ett spelbolag för att få ett gratisspel.

### Omsättningskrav
Specifika instruktioner som måste följas för att låsa upp ett gratisspel eller ta ut bonusen från ett spebolag. Dessa kan omfatta restriktioner på marknader, typer av satsningar som kan placeras och det högsta värdet för enskilda satsningar.

### Reloadbonusar
Bonusar som erbjuds av spelbolag till existerande kunder för att uppmuntra till att fortsätta spela.

### Ett bluffspel
Ett vanligt spel placerat för att framstå som en vanlig spelare.

### Att bluffspela
När man lägger spel för att spelbolagen ska tro att man inte bara är ute efter bonusarna.

### Att bli portad
Att bli begränsad från bonus och/eller stora spel av spelbolaget. Spelbolagen kan begränsa kunders konton från att erbjudas fler bonusar eller andra specialerbjudanden.

### Guarding
Ett alternativ till att spela samt boka, då spel placeras med flera olika spelbolag för att täcka alla möjliga utkomster. Dutching på engelska. Om man tar en fotbollsmatch som exempel, då satsar man på att hemmalaget vinner med Spelbolag A, att det blir oavgjort med Spelbolag B och att bortalaget vinner med Spelbolag C, då täcker man alla möjliga utkomster och kvalificerar sig därmed för en eller fler bonusar.

### Underbokning
Då man bokar ett mindre belopp än det som krävs för att garantera lika vinst antingen hos spelbolaget eller i oddsbörsen. En underbokning innebär en större vinst om spelbolagsspelet vinner. Används ofta då man placerar gratisspel och riskfria spel.

### Överbokning
Motsatsen till underbokning, då mer än den idealiska bokspelssumman bokas emot ett spel, för att vinna mer i händelse av att oddsbörsspelet vinner.

## Andra saker att tänka på
- Oddsbörser tar ut en provision på vinster.
- Gratisspel kan ha villkor som är knutna till dem. Till exempel kan ett spelbolag föreskriva att en första insats är placerad till oddset 2,00 eller över innan du kan kvalificera dig för deras gratisspel
- Spelbolag använder systemet  iesnare för att spåra användare som registrerar sig med flera spelbolag även om vissa hävdar att användningen av denna programvara faktiskt är ett brott mot dataskyddslagen eftersom den delar personlig information mellan olika organisationer. Spelbolag kan använda denna information för att identifiera och stänga av spelare de uppfattar tillämpa matched betting. Flera olika guider har producerats om hur man kan blockera iesnare.